# Ringbahn Yangon
| Bahnhof Kyeemyindaing |                     |                                                           |                                                           |
| Ringbahn |                     |                                                           |                                                           |
| Streckenlänge: | 47,5 km             |                                                           |                                                           |
| Spurweite: | 1000 mm (Meterspur) |                                                           |                                                           |
| Streckengeschwindigkeit: | 70 km/h             |                                                           |                                                           |
| Zweigleisigkeit: | ja                  |                                                           |                                                           |
| |                     |                                                           |                                                           |
| \| \| 047,46 \| Yangon (Rangoon) \| Yangon (Rangoon) \| \| \| 1,21 \| Pha Yar Lan (Pagoda Road) \| Pha Yar Lan (Pagoda Road) \| \| \| 1,61 \| Lammada (Lanmada) \| Lammada (Lanmada) \| \| \| 2,41 \| Pyay Lan (Pyay Road / Prome Road) \| Pyay Lan (Pyay Road / Prome Road) \| \| \| 3,22 \| Shan Lan (Shan Road / Gymkhana) \| Shan Lan (Shan Road / Gymkhana) \| \| \| 4,02 \| Ahlone Lan (Ahlone Road / Mission Road) \| Ahlone Lan (Ahlone Road / Mission Road) \| \| \| 4,83 \| Pan Hlaing (Panhlaing Road / Hume Road) \| Pan Hlaing (Panhlaing Road / Hume Road) \| \| \| \| vom Hafen \| \| \| \| 5,63 \| Kyeemyindaing (Kemmendine / Kyimindine) \| Kyeemyindaing (Kemmendine / Kyimindine) \| \| \| 7,24 \| Hantharwaddy (Hantahawaddy) \| Hantharwaddy (Hantahawaddy) \| \| \| 7,64 \| Hledan (Hletaw / Hletan) \| Hledan (Hletaw / Hletan) \| \| \| 9,25 \| Kamaryut (Kamayut) \| Kamaryut (Kamayut) \| \| \| 10,46 \| Thiri Myaing (Thirimyaing) \| Thiri Myaing (Thirimyaing) \| \| \| 11,26 \| Oke Kyin (Okkyin) \| Oke Kyin (Okkyin) \| \| \| 11,67 \| Tha Mine (Thamaing) \| Tha Mine (Thamaing) \| \| \| 12,47 \| Thamaingmyothit \| Thamaingmyothit \| \| \| 13,27 \| Gyo Gone (Gyogan) \| Gyo Gone (Gyogan) \| \| \| 14,48 \| Insein \| Insein \| \| \| 16,49 \| Ywama \| Ywama \| \| \| 18,10 \| Hpawkan \| Hpawkan \| \| \| 18,50 \| Aung San (Aungsanmyo / Aung San Myo) \| Aung San (Aungsanmyo / Aung San Myo) \| \| \| 20,51 \| Danyingone (Danyingon) \| Danyingone (Danyingon) \| \| \| \| Bahnstrecke Yangon–Pyay \| \| \| \| 21,72 \| Golf Course \| Golf Course \| \| \| \| Kyeikkalei \| \| \| \| 27,35 \| Mingalardonzay (Mingaladon Bazaar/Mingaladon Cantonement) \| Mingalardonzay (Mingaladon Bazaar/Mingaladon Cantonement) \| \| \| 28,16 \| Mingaladon (Myanmar Air Force) \| Mingaladon (Myanmar Air Force) \| \| \| \| Wai Bar Gi \| \| \| \| 31,38 \| Okkalarpa (Okkalapa) \| Okkalarpa (Okkalapa) \| \| \| 32,18 \| Paywetseikgone (Paywetseikkon/Pa-Ywet-Seik-Kon) \| Paywetseikgone (Paywetseikkon/Pa-Ywet-Seik-Kon) \| \| \| 33,39 \| Kyauk Yae Twin (Kyaukyedwin/Kyauk-Ye-Dwin) \| Kyauk Yae Twin (Kyaukyedwin/Kyauk-Ye-Dwin) \| \| \| 34,59 \| Tadagalay (Tadagale) \| Tadagalay (Tadagale) \| \| \| 36,20 \| Yaegu (Yegu) \| Yaegu (Yegu) \| \| \| 37,41 \| Parami (Paryame/Parami Road) \| Parami (Paryame/Parami Road) \| \| \| 38,62 \| Kanbe \| Kanbe \| \| \| 40,23 \| Bauk Htaw (Bauktaw) \| Bauk Htaw (Bauktaw) \| \| \| 41,43 \| Tamwe \| Tamwe \| \| \| 42,64 \| Miyttar Nyunth (Mittaryunt) \| Miyttar Nyunth (Mittaryunt) \| \| \| \| Bahnstrecke Yangon–Mandalay \| \| \| \| \| Mahlwagone Junction \| \| \| \| 43,85 \| Mahlwagone Mahlwagon \| Mahlwagone Mahlwagon \| \| \| 45,45 \| Puzundaung \| Puzundaung \| \| \| \| Strand Road Line \| \| \| \| 47,460 \| Yangon (Rangoon) \| Yangon (Rangoon) \| \| \| \| \| \| \| \| \| \| \| \| Quellen: [1] \| \| \| \| |                     |                                                           |                                                           |
| Bahnhof | 047,46              | Yangon (Rangoon)                                          | Yangon (Rangoon)                                          |
| Haltepunkt / Haltestelle | 1,21                | Pha Yar Lan (Pagoda Road)                                 | Pha Yar Lan (Pagoda Road)                                 |
| Haltepunkt / Haltestelle | 1,61                | Lammada (Lanmada)                                         | Lammada (Lanmada)                                         |
| Haltepunkt / Haltestelle | 2,41                | Pyay Lan (Pyay Road / Prome Road)                         | Pyay Lan (Pyay Road / Prome Road)                         |
| Haltepunkt / Haltestelle | 3,22                | Shan Lan (Shan Road / Gymkhana)                           | Shan Lan (Shan Road / Gymkhana)                           |
| Haltepunkt / Haltestelle | 4,02                | Ahlone Lan (Ahlone Road / Mission Road)                   | Ahlone Lan (Ahlone Road / Mission Road)                   |
| Haltepunkt / Haltestelle | 4,83                | Pan Hlaing (Panhlaing Road / Hume Road)                   | Pan Hlaing (Panhlaing Road / Hume Road)                   |
| Abzweig geradeaus und ehemals von links |                     | vom Hafen                                                 | vom Hafen                                                 |
| Bahnhof | 5,63                | Kyeemyindaing (Kemmendine / Kyimindine)                   | Kyeemyindaing (Kemmendine / Kyimindine)                   |
| Haltepunkt / Haltestelle | 7,24                | Hantharwaddy (Hantahawaddy)                               | Hantharwaddy (Hantahawaddy)                               |
| Haltepunkt / Haltestelle | 7,64                | Hledan (Hletaw / Hletan)                                  | Hledan (Hletaw / Hletan)                                  |
| Haltepunkt / Haltestelle | 9,25                | Kamaryut (Kamayut)                                        | Kamaryut (Kamayut)                                        |
| Haltepunkt / Haltestelle | 10,46               | Thiri Myaing (Thirimyaing)                                | Thiri Myaing (Thirimyaing)                                |
| Haltepunkt / Haltestelle | 11,26               | Oke Kyin (Okkyin)                                         | Oke Kyin (Okkyin)                                         |
| Haltepunkt / Haltestelle | 11,67               | Tha Mine (Thamaing)                                       | Tha Mine (Thamaing)                                       |
| Haltepunkt / Haltestelle | 12,47               | Thamaingmyothit                                           | Thamaingmyothit                                           |
| Haltepunkt / Haltestelle | 13,27               | Gyo Gone (Gyogan)                                         | Gyo Gone (Gyogan)                                         |
| Bahnhof | 14,48               | Insein                                                    | Insein                                                    |
| Haltepunkt / Haltestelle | 16,49               | Ywama                                                     | Ywama                                                     |
| Haltepunkt / Haltestelle | 18,10               | Hpawkan                                                   | Hpawkan                                                   |
| Haltepunkt / Haltestelle | 18,50               | Aung San (Aungsanmyo / Aung San Myo)                      | Aung San (Aungsanmyo / Aung San Myo)                      |
| Bahnhof | 20,51               | Danyingone (Danyingon)                                    | Danyingone (Danyingon)                                    |
| Abzweig geradeaus und nach links |                     | Bahnstrecke Yangon–Pyay                                   | Bahnstrecke Yangon–Pyay                                   |
| Haltepunkt / Haltestelle | 21,72               | Golf Course                                               | Golf Course                                               |
| Haltepunkt / Haltestelle |                     | Kyeikkalei                                                | Kyeikkalei                                                |
| Haltepunkt / Haltestelle | 27,35               | Mingalardonzay (Mingaladon Bazaar/Mingaladon Cantonement) | Mingalardonzay (Mingaladon Bazaar/Mingaladon Cantonement) |
| Haltepunkt / Haltestelle | 28,16               | Mingaladon (Myanmar Air Force)                            | Mingaladon (Myanmar Air Force)                            |
| Haltepunkt / Haltestelle |                     | Wai Bar Gi                                                | Wai Bar Gi                                                |
| Haltepunkt / Haltestelle | 31,38               | Okkalarpa (Okkalapa)                                      | Okkalarpa (Okkalapa)                                      |
| Haltepunkt / Haltestelle | 32,18               | Paywetseikgone (Paywetseikkon/Pa-Ywet-Seik-Kon)           | Paywetseikgone (Paywetseikkon/Pa-Ywet-Seik-Kon)           |
| Haltepunkt / Haltestelle | 33,39               | Kyauk Yae Twin (Kyaukyedwin/Kyauk-Ye-Dwin)                | Kyauk Yae Twin (Kyaukyedwin/Kyauk-Ye-Dwin)                |
| Haltepunkt / Haltestelle | 34,59               | Tadagalay (Tadagale)                                      | Tadagalay (Tadagale)                                      |
| Haltepunkt / Haltestelle | 36,20               | Yaegu (Yegu)                                              | Yaegu (Yegu)                                              |
| Haltepunkt / Haltestelle | 37,41               | Parami (Paryame/Parami Road)                              | Parami (Paryame/Parami Road)                              |
| Haltepunkt / Haltestelle | 38,62               | Kanbe                                                     | Kanbe                                                     |
| Haltepunkt / Haltestelle | 40,23               | Bauk Htaw (Bauktaw)                                       | Bauk Htaw (Bauktaw)                                       |
| Haltepunkt / Haltestelle | 41,43               | Tamwe                                                     | Tamwe                                                     |
| Haltepunkt / Haltestelle | 42,64               | Miyttar Nyunth (Mittaryunt)                               | Miyttar Nyunth (Mittaryunt)                               |
| Abzweig geradeaus und von links |                     | Bahnstrecke Yangon–Mandalay                               | Bahnstrecke Yangon–Mandalay                               |
| Haltepunkt / Haltestelle |                     | Mahlwagone Junction                                       | Mahlwagone Junction                                       |
| Haltepunkt / Haltestelle | 43,85               | Mahlwagone Mahlwagon                                      | Mahlwagone Mahlwagon                                      |
| Bahnhof | 45,45               | Puzundaung                                                | Puzundaung                                                |
| Abzweig geradeaus und nach links |                     | Strand Road Line                                          | Strand Road Line                                          |
| Bahnhof | 47,460              | Yangon (Rangoon)                                          | Yangon (Rangoon)                                          |
| Strecke |                     |                                                           |                                                           |
| |                     |                                                           |                                                           |
| Quellen: |                     |                                                           |                                                           |

Die Ringbahn Yangon ist eine Bahnstrecke der Myanma Railways, die das Stadtzentrum von Yangon mit den Vorstädten im Norden verbindet.

## Geografische Lage

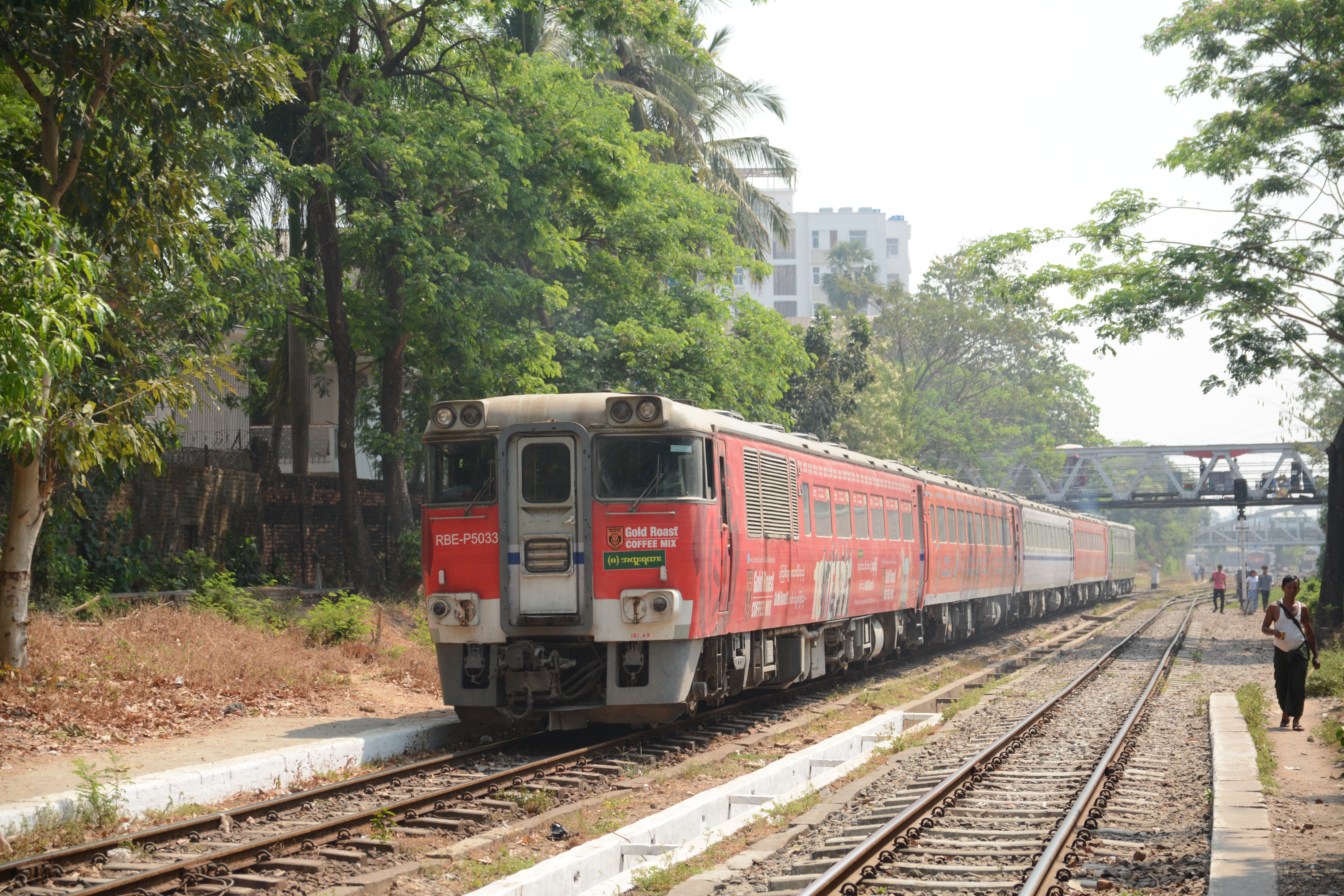
Zug auf der Ringbahn, 2015

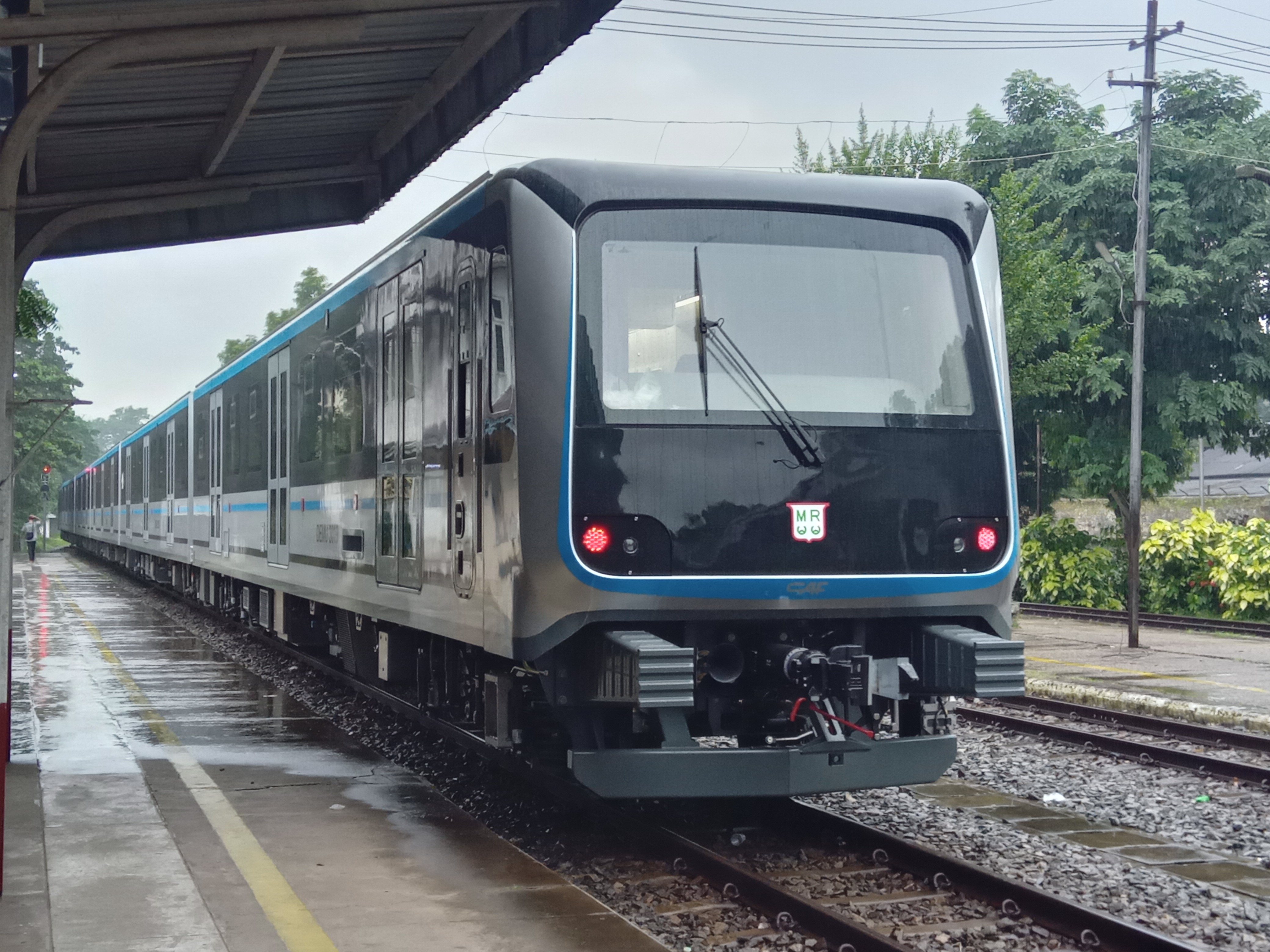
Ringbahnzug von Mitsubishi/CAF, 2024

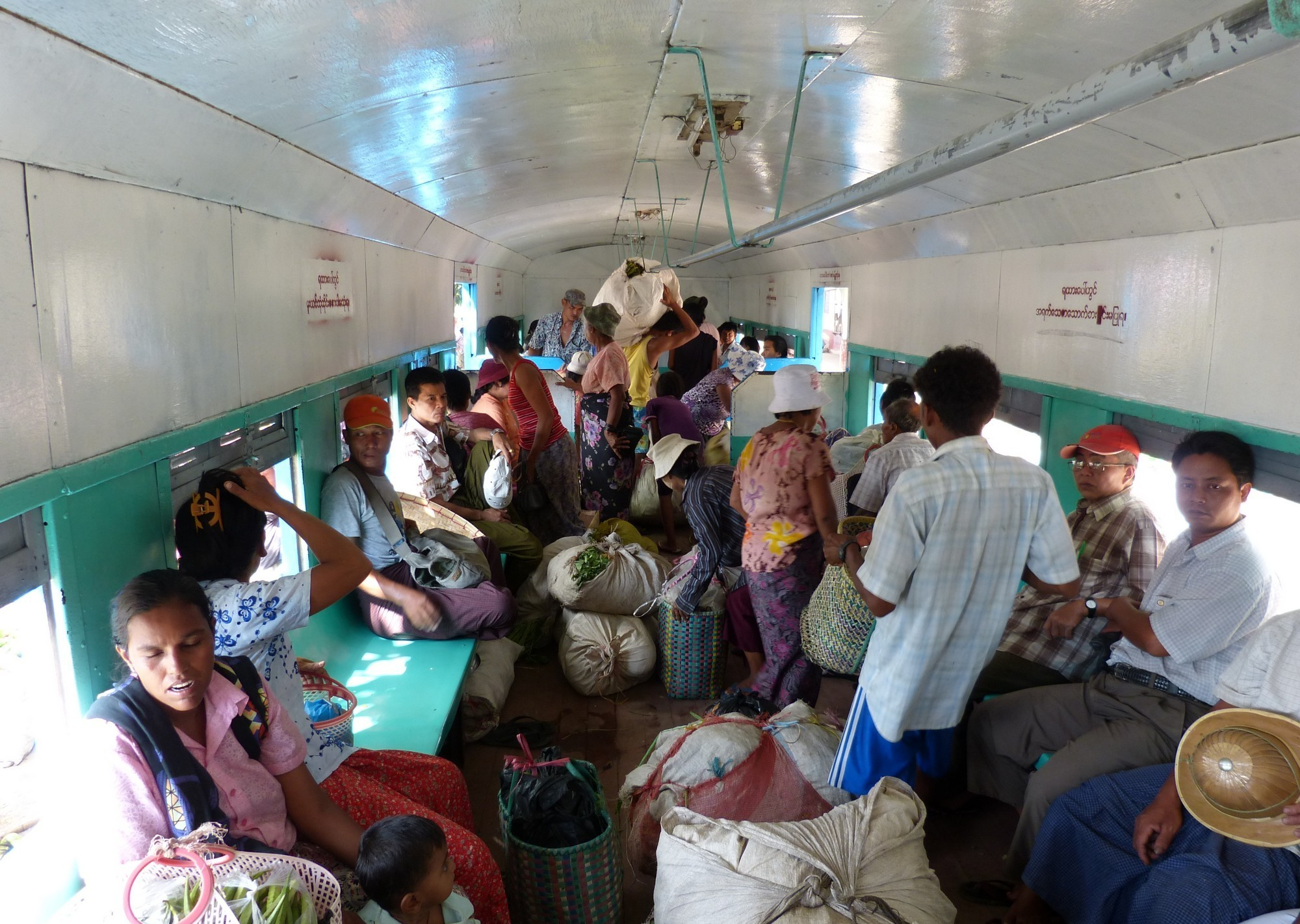
In einem Zug der Ringbahn

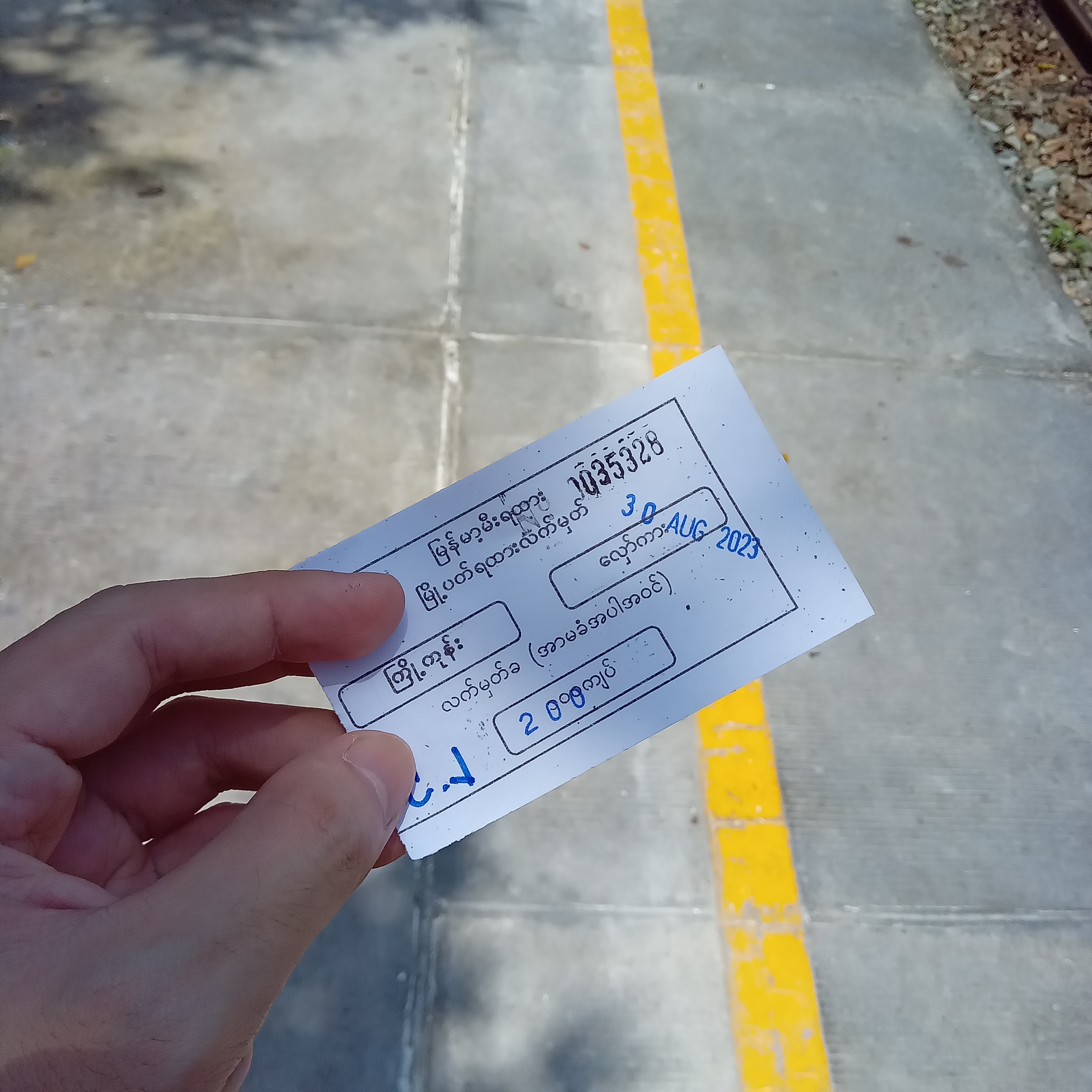
Fahrkarte für die Ringbahn

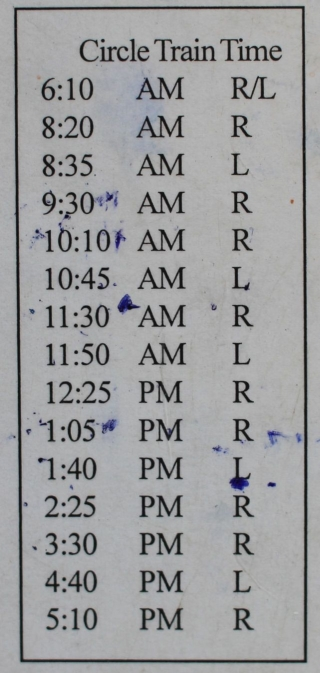
Fahrplan, 2014

Die Ringbahn entstand im Wesentlichen dadurch, dass die beiden Bahnstrecken, nach Pyay zum einen und nach Mandalay zum anderen, Yangon in Richtung Norden und Nordosten verlassen und nachträglich etwa 20 km nördlich des Stadtzentrums verbunden wurden, wodurch die Ringbahn entstand. Yangon hat 4,5 oder 6 Mio. Einwohner und die Ringbahn ist eines der wenigen noch bestehenden schienengebundenen ÖPNV-Angebote in der größten Stadt des Landes.

## Abzweige und Anschlüsse
Die Ringbahn schließt an nachfolgende Strecken an:
- In Pan Hlaing mündet der westliche Ast der Strand Road Line in die Ringstrecke.
- In Danyingone verlässt die Bahnstrecke Yangon–Pyay die Ringbahn.
- In Mahlwagone mündet die Bahnstrecke Yangon–Mandalay in die Ringstrecke.
- Zwischen den Bahnhöfen Pazunndaung und Yangon mündet der westliche Ast der Strand Road Line in die Ringstrecke.

## Parameter
Die Ringbahn ist 47,5 km lang, in Meterspur errichtet und zweigleisig ausgebaut. Im Regelbetrieb wird links gefahren. Ausgangs- und Endpunkt der Kilometrierung ist der Bahnhof Yangon, die wichtigste Station der Stadt.
Das größte betriebliche Problem der Ringbahn stellt die Tatsache dar, dass die Ringbahn von Norden in die Bahnstrecke Yangon–Mandalay einmündet, im Bahnhof Yangon die Bahnsteige für den Lokalverkehr aber südlich der Fernbahngleise liegen. So müssen alle Züge, die auf der Ringbahn verkehren, die Strecke Yangon–Mandalay niveaugleich queren. Das geschah ursprünglich im Bahnhof Mahlwagone. Nach neueren Angaben wurde der Abschnitt südlich von Mahlwagone Junction viergleisig ausgebaut, so dass der Verkehr auf der Ringbahn und der Bahnstrecke Yangon–Mandalay getrennte Gleise nutzen und die – nach wie vor niveaugleiche – Querung südwestlich von Puzundaung stattfindet.
Auf dem am besten ausgebauten Abschnitt im Westen des Rings zwischen den Bahnhöfen Pyay Lan (Pyay Road) und Danyingon betrug die Höchstgeschwindigkeit 2016 gerade einmal 42 km/h. Um die Ringbahn einmal zu umrunden, waren die Züge 2:50 unterwegs, eine Reisegeschwindigkeit von 17 km/h. Insgesamt ist die Infrastruktur in einem überholungsbedürftigen Zustand.
Zu den Nutzerzahlen des Angebots finden sich unterschiedliche Angaben: 76.000 Nutzer/Tag (2016) oder 130.000 Nutzer/Tag (2013). Den gesamten Ring umfahren weniger als 20 Züge am Tag. Der Service ist unzuverlässig, so dass viele potentielle Fahrgäste versuchen, auf den Straßenverkehr auszuweichen. Die Nutzerzahlen sollen noch 25 % von dem betragen, die 1986 üblich waren.

## Geschichte
Die Bahnstrecke nach Pyay ging 1877 in Betrieb, die Bahnstrecke nach Mandalay folgte in mehreren Abschnitten zwischen 1885 und 1889. Beide Strecken treffen im Bahnhof Yangon aufeinander, die Strecke von Pyay von Westen, die Strecke von Mandalay von Osten. Schon zu Beginn des 20. Jahrhunderts entstand die Idee, die beiden Strecken auch nördlich des damaligen Rangoon zu verbinden. In einem ersten Schritt entstand 1911 eine kurze Bahnstrecke von Mahlwagone nach Bauk Htwa (Bauktaw). Die wurde 1926 bis Mingalardonzay (Mingaladon Cantonement) verlängert. Der Ringschluss zur Bahnstrecke Yangon–Pyay erfolgte dann zum 1. Mai 1959. Das war der erste Streckenneubau seit der Unabhängigkeit Burmas 1948. Zugleich wurde die gesamte Ringbahn zweigleisig ausgebaut.
Ab 1963 verkehrten Dieseltriebwagen, die Talbot in Aachen hergestellt hatte, auf der Ringbahn, die sich aber nicht bewährten. Bereits 1964 wurden sie durch Wagenzüge ersetzt, die von Diesellokomotiven mit der Baureihenbezeichnung DD15.01 gezogen wurden, die Krupp in Essen hergestellt hatte. Die Dieseltriebwagen von Talbot wurden entmotorisiert und die Fahrzeuge, nun von Lokomotiven gezogen, 50 Jahre lang weiter eingesetzt.
Zwischen 1963 und 1965 wurde die Infrastruktur der Ringbahn modernisiert. Siemens stattete einen Teil der Strecke mit automatisiertem Streckenblock und Lichtsignalen aus. 18 niveaugleiche Bahnübergänge wurden durch Brücken ersetzt. Weiter sollte die Strecke elektrifiziert werden, was insgesamt eine Zugfrequenz von 2:30 Minuten bei einer Höchstgeschwindigkeit von 70 km/h ermöglichen sollte. Das Projekt blieb aber stecken und die Elektrifizierung unterblieb. Der tatsächliche Verkehr auf der Ringbahn bleibt bis heute weit hinter solchen Zahlen zurück.
Seit 2010 wurden gebrauchte Dieseltriebwagen aus Japan eingesetzt. Dies waren die ersten Fahrzeuge mit Klimaanlage, die in Myanmar verkehrten. Im Dezember 2020 erhielt ein Konsortium, das aus dem japanischen Mitsubishi und dem spanischen Construcciones y Auxiliar de Ferrocarriles (CAF) besteht, den Auftrag, 11 sechsteilige Dieselzüge zu liefern. Im Februar 2024 wurde das erste dieser Fahrzeuge am die MR ausgeliefert.